# Az erdő Pontaubert-nél
Az erdő Pontaubert-nél Georges Seurat festménye, amely a New York-i Metropolitan Művészeti Múzeum gyűjteményének része.

## Keletkezése
A művész két hónapot töltött Pontaubert-ben 1881 késő nyarán és kora őszén. A Párizstól délkeletre található település korábban népszerű hely volt a festők között, dolgozott ott Charles-François Daubigny, Jean-Baptiste Camille Corot és több más, a barbizoni iskolához tartozó képzőművész. Az erdő Pontaubert-nél című festményét valószínűleg a tél folyamán, az Edmond Aman-Jeannal megosztott műtermében fejezte be Seurat. A kép zöldjei, a lombokon áttetsző napfény finoman megfestett sárgái, valamint a fatörzsek függőleges rendje már előrejelzi a néhány éven belül elkészülö két nagy mesterművet, a Fürdőzők Asnières-nélt és a Vasárnap a la Grande Jatte-szigetent.